# Amphoe Tha Khantho
Amphoe Tha Khantho (Thai: อำเภอ ท่าคันโท) ist ein Landkreis (Amphoe – Verwaltungs-Distrikt) im Nordwesten der Provinz Kalasin. Die Provinz Kalasin liegt in der Nordostregion von Thailand, dem so genannten Isan.

## Geographie
Die Nachbarbezirke sind im Uhrzeigersinn von Süden startend: Amphoe Nong Kung Si in der Provinz Kalasin, Amphoe Kranuan der Provinz Khon Kaen, sowie die Amphoe Kumphawapi, Si That und  Wang Sam Mo der Provinz Udon Thani.

## Geschichte
Tha Khantho wurde am 1. Oktober 1962 zunächst als „Zweigkreis“ (King Amphoe) eingerichtet, indem die beiden Tambon Tha Khantho und Khok Khruea vom Amphoe Sahatsakhan abgetrennt wurden. Am 2. Oktober 1965 wurde Tha Khantho zum Amphoe heraufgestuft. Khok Khruea wurde später allerdings Amphoe Nong Kung Si zugeordnet.

## Verwaltung

### Provinzverwaltung
Der Landkreis Tha Khantho ist in sechs Tambon („Unterbezirke“ oder „Gemeinden“) eingeteilt, die sich weiter in 60 Muban („Dörfer“) unterteilen.
| Nr. | Name        | Thai    | Muban | Einw.  |
| --- | ----------- | ------- | ----- | ------ |
| 1.  | Tha Khantho | ท่าคันโท  | 09    | 05.620 |
| 2.  | Kung Kao    | กุงเก่า   | 11    | 06.633 |
| 3.  | Yang Um     | ยางอู้ม   | 06    | 04.483 |
| 4.  | Kut Chik    | กุดจิก    | 11    | 05.577 |
| 5.  | Na Tan      | นาตาล   | 14    | 10.622 |
| 6.  | Dong Sombun | ดงสมบูรณ์ | 09    | 04.648 |

### Lokalverwaltung
Es gibt fünf Kommunen mit „Kleinstadt“-Status (Thesaban Tambon) im Landkreis:
- Kung Kao (Thai: เทศบาลตำบลกุงเก่า) besteht aus dem gesamten Tambon Kung Kao.
- Kut Chik (Thai: เทศบาลตำบลกุดจิก) besteht aus dem gesamten Tambon Kut Chik.
- Na Tan (Thai: เทศบาลตำบลนาตาล) besteht aus Teilen des Tambon Na Tan.
- Dong Sombun (Thai: เทศบาลตำบลดงสมบูรณ์) besteht aus dem gesamten Tambon Dong Sombun.
- Tha Khantho (Thai: เทศบาลตำบลท่าคันโท) besteht aus dem gesamten Tambon Tha Khantho sowie den übrigen Teilen von Na Tan.

Außerdem gibt es eine „Tambon-Verwaltungsorganisation“ (องค์การบริหารส่วนตำบล – Tambon Administrative Organization, TAO):
- Yang Um (Thai: องค์การบริหารส่วนตำบลยางอู้ม)